# Лешкович, Марко
Марко Лешкович (хорв. Marko Lešković; 27 апреля 1991 года, Нашице) — хорватский футболист, защитник клуба «Керала Бластерс».

## Клубная карьера
Марко Лешкович начинал свою карьеру футболиста в клубе «Осиек», с которым подписал профессиональный контракт в декабре 2009 года. Первую половину сезона 2010/11 он на правах аренды провёл за команду хорватской Второй лиги «Сухополе». 5 марта 2011 года Лешкович дебютировал в хорватской Первой лиге, выйдя на замену в конце домашнего матча против «Истры 1961». 20 марта 2012 года он впервые забил на высшем уровне, выведя свою команду вперёд в гостевом поединке против «Загреба».
В феврале 2013 года Лешкович стал игроком «Риеки», но в течение ещё 4-х месяцев выступал за «Осиек» на правах аренды. В июле 2016 года он подписал контракт с загребским «Динамо».

## Карьера в сборной
12 ноября 2014 года Марко Лешкович дебютировал за сборную Хорватии, выйдя в основном составе в товарищеском матче со сборной Аргентины.

## Достижения
«Риека»
- Обладатель Кубка Хорватии (1): 2013/14
- Обладатель Суперкубка Хорватии (1): 2014